# Koo Ja-cheol
Koo Ja-cheol (en coreano: 구자철; Chungju, Chungcheong del Norte, 27 de febrero de 1989) es un exfutbolista surcoreano que jugaba de centrocampista.

## Trayectoria
Comenzó su carrera futbolística en el club Jeju United FC de su país a partir de 2007. Rápidamente se convirtió en una de las figuras del equipo. En la temporada 2010 fue el máximo asistidor de la liga y, además fue incluido en el equipo ideal del torneo.
El jugador estuvo cerca de pasar en enero de 2010 al Blackburn Rovers de Inglaterra pero el pase no se pudo dar. También fue sondeado por el Liverpool FC.
Finalmente, el 31 de enero de 2010, el VfL Wolfsburgo alemán adquirió los derechos del jugador por 2 500 000 € hasta mediados de 2014.

## Selección nacional

### Categorías inferiores
Koo Ja-cheol participó del Campeonato Juvenil de la AFC de 2008 donde su selección obtuvo el cuarto lugar y el pasaporte para el Mundial, torneo que también disputó.
A finales de año jugó los Juegos Asiáticos de 2010 donde su país obtuvo la medalla de bronce.
En julio de 2012 fue incluido en la lista de 18 jugadores que representaron a Corea del Sur en el torneo de fútbol masculino de los Juegos Olímpicos de Londres 2012 y obtuvieron la medalla de bronce.

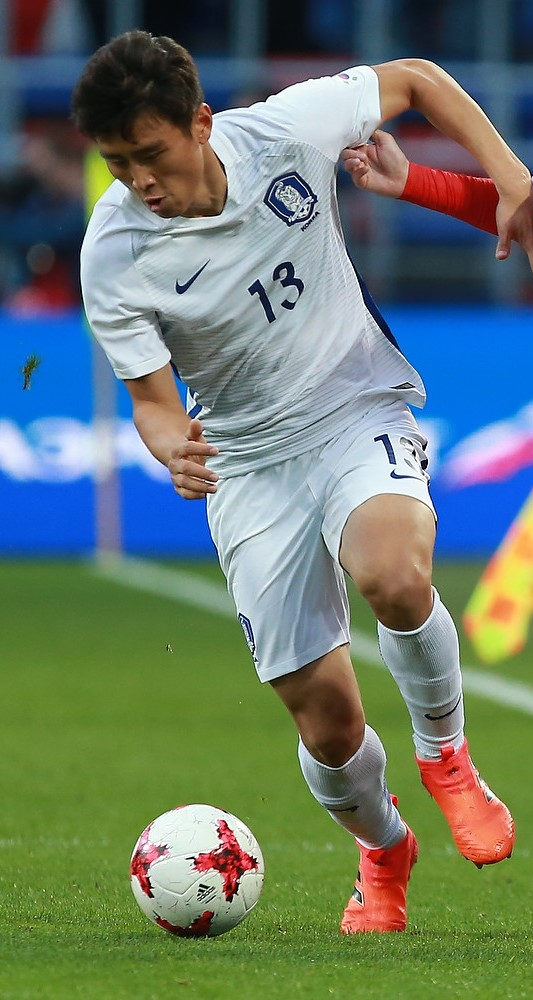
Koo con su selección ante Rusia en 2017.

### Selección mayor
Su debut en la selección absoluta surcoreana se produjo en 2009. Anotó su primer gol frente a Zambia el 9 de enero de 2010 en un encuentro amistoso disputado en Johannesburgo. En febrero de 2010 compitió en el Campeonato de Fútbol del Este de Asia desarrollado en Japón. En dicho torneo Corea del Sur quedó subcampeona y Koo anotó un gol.
Fue incluido en la lista preliminar para el Mundial 2010 pero finalmente quedó afuera de la nómina final de 23 jugadores.
En la Copa Asiática 2011 se produjo su explosión. Disputó los 6 encuentros como titular y marcó 5 goles que le permitieron a Corea alcanzar el 3.er puesto y ser el goleador del certamen.
El 8 de mayo de 2014 el entrenador Hong Myung-bo lo incluyó en la lista final de 23 jugadores que competirán en la Copa Mundial de Fútbol de 2014.

### Goles con la selección nacional en Mundiales
| Gol | Fecha               | Sede                                    | Oponente | Marcador | Resultado | Competencia  |
| --- | ------------------- | --------------------------------------- | -------- | -------- | --------- | ------------ |
| 1.  | 22 de junio de 2014 | Estadio Beira-Rio, Porto Alegre, Brasil | Argelia  | 2 - 4    | 2 – 4     | Mundial 2014 |

### Participaciones con la selección
| Torneo                                        | Sede           | Resultado        |
| --------------------------------------------- | -------------- | ---------------- |
| Campeonato Juvenil de la AFC de 2008          | Arabia Saudita | 4.º puesto       |
| Copa Mundial de Fútbol Sub-20 de 2009         | Egipto         | Cuartos de final |
| Campeonato de Fútbol del Este de Asia de 2010 | Japón          | Subcampeón       |
| Juegos Asiáticos de 2010                      | China          | Bronce           |
| Copa Asiática 2011                            | Catar          | Tercer puesto    |
| Copa Mundial de Fútbol de 2014                | Brasil         | Primera fase     |
| Copa Asiática 2015                            | Australia      | Subcampeón       |
| Copa Mundial de Fútbol de 2018                | Rusia          | Primera fase     |
| Copa Asiática 2019                            | EAU            | Cuartos de final |

## Clubes
| Club               | País          | Año       |
| ------------------ | ------------- | --------- |
| Jeju United F. C.  | Corea del Sur | 2007-2011 |
| VfL Wolfsburgo     | Alemania      | 2011-2012 |
| F. C. Augsburgo    | Alemania      | 2012-2013 |
| 1. FSV Maguncia 05 | Alemania      | 2014-2015 |
| F. C. Augsburgo    | Alemania      | 2015-2019 |
| Al-Gharafa S. C.   | Catar         | 2019-2021 |
| Al-Khor S. C.      | Catar         | 2021      |
| Jeju United F. C.  | Corea del Sur | 2022-2024 |

## Palmarés

### Distinciones individuales
| Distinción                            | Año  |
| ------------------------------------- | ---- |
| Parte del equipo ideal de la K-League | 2010 |
| Mayor asistidor de la K-League        | 2010 |
| Goleador de la Copa Asiática          | 2011 |

## Filmografía

### Apariciones en programas de variedades
| Año  | Título      | Canal | Notas               |
| ---- | ----------- | ----- | ------------------- |
| 2013 | Running Man | SBS   | episodios - 152-153 |